# Неполомиці (гміна)
Гміна Неполомиці (пол. Gmina Niepołomice) — місько-сільська гміна у південній Польщі. Належить до Велицького повіту Малопольського воєводства.
Станом на 31 грудня 2011 у гміні проживало 24689 осіб.

## Площа
Згідно з даними за 2007 рік площа гміни становила 95.11 км², у тому числі:
- орні землі: 67.00%
- ліси: 15.00%

Таким чином, площа гміни становить 22,23% площі повіту.

## Населення
Станом на 31 грудня 2011:
| Опис     | Загалом | Загалом | Чоловіки | Чоловіки | Жінки | Жінки |
| -------- | ------- | ------- | -------- | -------- | ----- | ----- |
| одиниця  | осіб    | %       | осіб     | %        | осіб  | %     |
| все      | 24689   | 100     | 11934    | 48.34    | 12755 | 51.66 |
| міське   | 10213   | 100     | 4899     | 47.97    | 5314  | 52.03 |
| сільське | 14476   | 100     | 7035     | 48.60    | 7441  | 51.40 |

## Сусідні гміни
Гміна Неполоміце межує з такими гмінами: Біскупіце, Величка, Ґдув, Дрвіня, Іґоломія-Вавженьчице, Клай.